# Comuna del Pueblo Trabajador de Estonia
La Comuna del Pueblo Trabajador de Estonia (en estonio: Eesti Töörahva Kommuun; en ruso: Эстляндская трудовая коммуна) o Comuna de los Trabajadores de Estonia (en estonio: Eesti Tööliste Kommuun), fue un Estado no reconocido proclamado por los bolcheviques en las zonas que ocupaban de la actual Estonia el 29 de noviembre de 1918, marcando el inicio de Guerra de Independencia de Estonia. Con capital en Narva, se proclamó un día después de su ocupación por el Ejército Rojo. El 7 de diciembre fue reconocida por el gobierno de Moscú. Durante su régimen los comunistas ejecutaron a varios cientos de personas, especialmente líderes religiosos y trabajadores alemanes, siendo conocidos los fusilamientos del 9 de enero de 1919 en Tartu. Pocos meses antes, a medida que los alemanes iban ocupando los territorios que abandonaban los rusos, los estonios proclamaron su independencia el 24 de febrero de 1918 y formaron un gobierno provisional en Tallin.
Los bolcheviques avanzaron sobre Tallin, tomaron Tartu el 18 de diciembre y Tapa el 25 de diciembre, pero fueron detenidos el 7 de enero de 1919 por Johan Laidoner en las cercanías de la ciudad. A partir de entonces tuvieron que retroceder constantemente, entre el 13 y 14 perdieron Tartu. El 19 también perdían Narva y el gobierno de la Comuna huía a Pskov, Luga y finalmente Stáraya Rusa el 17 de mayo. Fue disuelto el 5 de junio. El 3 de enero de 1920 se proclamaba un alto al fuego y el 2 de febrero se firma el Tratado de Tartu.

## Reconocimiento internacional
La República Socialista Federativa Soviética de Rusia (RSFSR) reconoció formalmente a la Comuna el 7 de diciembre de 1918 y siguió siendo el único gobierno en hacerlo. En aquella época, la propia Rusia soviética no era reconocida internacionalmente. Uno de los primeros tratados internacionales que reconocieron la legitimidad del gobierno soviético de Rusia fue el Tratado de Tartu que concluyó la guerra de independencia de Estonia en 1920.